# Pryszyb (obwód mikołajowski)
Pryszyb (ukr. Пришиб) – wieś na Ukrainie, w obwodzie mikołajowskim, w rejonie basztańskim, w hromadzie Bereznehuwate. W 2001 liczyła 432 mieszkańców, spośród których 395 wskazało jako ojczysty język ukraiński, 11 rosyjski, 16 mołdawski, a 10 białoruski.